# Alfried Götze
Alfried Götze (* 29. Februar 1904 in Berlin; † 11. Mai 1985 ebenda) war ein deutscher Politiker (SPD).
Alfried Götze besuchte eine Volksschule und anschließend eine Präparandenanstalt. 1922 trat er der SPD bei. Er machte eine kaufmännische Lehre, besuchte Kurse an der Volkshochschule und studierte schließlich am Hochschulinstitut für Wirtschaftskunde in Berlin. Götze arbeitete als Betriebskaufmann und wurde später Geschäftsführer, Betriebsleiter und Verlagsleiter. 1952 wurde er in einem Ost-Berliner Großbetrieb entlassen, später arbeitete er als Angestellter.
Götze rückte im Februar 1959 in das Abgeordnetenhaus von Berlin nach, da Erich Lück verstorben war. Bis 1967 gehörte er dem Parlament an.